# ك. ر. أنديرا ديفي
ك. ر. أنديرا ديفي (بالإنجليزية: K. R. Indira Devi)‏ هي ممثلة هندية (وحملت سابقاً جنسية اتحاد الهند)، ولدت في 1949، وتوفيت في 16 مارس 2017 بسبب توقف القلب.

## وصلات خارجية
- ك. ر. أنديرا ديفي على موقع IMDb (الإنجليزية)